# Viola sempervivum
Viola sempervivum är en violväxtart som beskrevs av C. Gay. Viola sempervivum ingår i släktet violer, och familjen violväxter. Inga underarter finns listade i Catalogue of Life.